# Lestidium nudum
Lestidium nudum är en fiskart som beskrevs av Gilbert, 1905. Lestidium nudum ingår i släktet Lestidium och familjen laxtobisfiskar. Inga underarter finns listade i Catalogue of Life.